# Hugo Pérez Cueva
Hugo Filar Pérez Cueva fue un político peruano. Fue consejero regional de Lima entre 2015 y 2018 y alcalde de la provincia de Oyón durante dos periodos consecutivos entre 1999 y 2006.
Nació en Oyón, Perú, el 24 de abril de 1962, hijo de Damián Pérez Villanueva y Justina Cueva Urbano. Cursó sus estudios primarios en su localidad natal y los secundarios en la ciudad de Lima. No cursó estudios superiores.
Su primera participación política se dio en las elecciones municipales de 1995 en las que fue candidato a la alcaldía provincial de Oyón. Fue elegido para ese cargo en las elecciones municipales de 1998 y reelegido en las elecciones municipales del 2002. Tentó su reelección sin éxito en las elecciones municipales del 2006 y del 2010. Participó, luego, en las elecciones regionales del 2014 como candidato a consejero regional por el movimiento Concertación para el Desarrollo Regional obteniendo la elección por la provincia de Oyón. Tentó su reelección para ese cargo en las elecciones regionales del 2018 sin éxito. Murió en 2021